# Фармакос
Фармакос (на гръцки: Φαρμακονήσι, Фармакониси) е малък гръцки остров в дем Лерос.

Остроът е с площ 3,8 км². Най-високата му част е 106 м над морското равнище. Познат е с богатата си флора. При преброяването през 2001 г. тук живеят 74 жители.

## История
Плутарх разказва в Bíoi parálleloi (οἱ βίοι παράλληλοι, Vitae parallelae), че младият Юлий Цезар по време на своето пътуване към Мала Азия e отвлечен от пирати и е бил затворен тук 38 дена. По време на плена си им обещава, че когато се освободи, ще убие всички. След плащането на парите, които са двойно повече от исканите, освободен организира флота, изпълнява обещанието си и разпъва на кръст всички пирати.